# Seitokai no Ichizon
Seitokai no Ichizon (生徒会の一存 lit. La discreción del consejo estudiantil?) es una series de novelas ligeras japonesas escritas por Sekina Aoi e ilustradas por Kira Inugami. La serie se inició con el lanzamiento del primer volumen el 19 de enero de 2008, publicada por Fujimi Shobō bajo su etiqueta Fujimi Fantasia Bunko. Originalmente, la serie se llamaba Hekiyou Gakuen Seitokai Gijiroku (碧陽学園生徒会議事録?), pero fue cambiado posteriormente por el subtítulo del primer volumen, Seitokai no Ichizon. La serie también se conoce como Seitokai Series (生徒会シリーズ?).

## Argumento
Los miembros del consejo estudiantil de la Academia Hekiyō en Hokkaidō son seleccionados mediante un concurso de popularidad. Como resultado, los miembros son generalmente un grupo de chicas bonitas. El único miembro masculino es Ken Sugisaki, quien entró en el consejo por sus calificaciones de primer nivel, aunque luego él mismo reconoce que trabajó muy duro para obtener estas calificaciones debido a que quería tener un harem de chicas bonitas.
La serie gira en torno a las reuniones en la sala del consejo estudiantil. La historia tiene un componente de la metaficción (incluso traspasando la cuarta pared), donde, en el marco del consejo estudiantil a las órdenes de la presidenta Kurimu Sakurano, el aspirante a vicepresidente, Ken Sugisaki, a veces tiene que escribir historias para mostrar a los otros estudiantes lo brillante que es el consejo de estudiantes, aunque en realidad la utilidad del consejo es mínima. El autor retrata a los personajes teniendo conversaciones cómicas y parodiando a la cultura otaku.

## Personajes

### Academia Hekiyō
Ken Sugisaki (杉崎 鍵 Sugisaki Ken?)
Seiyū: Takashi Kondō
Ken es un estudiante de 2.º año. Entró en el consejo de estudiantes debido a sus altas calificaciones. Tuvo que trabajar muy duro para mejorar su puntuación, ya que pertenecía al grupo de puntuación más baja cuando se matriculó. Ama los juegos eroge y galge, y planea convertir a las demás integrantes del consejo estudiantil en su harem. En la superficie, parece ser perezoso y despreocupado, pero realmente es muy trabajador y siempre se queda después de clase para terminar todo el trabajo pendiente del consejo estudiantil. En Seitokai no ichizon Lv 2 demuestra mantener sentimientos por Azuka Matsubara.
Kurimu Sakurano (桜野 くりむ Sakurano Kurimu?)
Seiyū: Mariko Honda
Kurimu es la presidenta del consejo estudiantil. A pesar de su edad, es muy pequeña y físicamente muy poco desarrollada, además de que posee un carácter infantil y caprichoso. Tiene una gran afición a los dulces. Ella es muy querida por la mayoría de los estudiantes de la Academia debido a su apariencia loli y personalidad moé. Casi todos los episodios comienzan con Kurimu haciendo una declaración frente a una pizarra. Ella es la causa de la mayor parte del trabajo de Ken y de su manía por los juegos eroge.
Chizuru Akaba (紅葉 知弦 Akaba Chizuru?)
Seiyū: Yuka Saitou (temporada 1), Mina (temporada 2)
Chizuru es la Secretaria del Consejo de Estudiantes. Ella es alta y con figura de modelo. Tiene una personalidad madura aunque con un lado sádico y algo yuri, que se muestra sobre todo cuando "lava los cerebros" de Ken y Kurimu. Además, hay muchas referencias a su sadismo en el anime. Trata a Kurimu como a una hermana pequeña, mimándola y sobreprotegiéndola. Es una ávida lectora. Ella dice varias veces que tiene un empleo importante fuera del colegio a pesar de ser demasiado joven. Se muestra fría y seria, pero muestra siempre elegancia y dignidad en ella. En la segunda temporada, la hermana de Ken Sugisaki Ringo Sugisaki dice que Chizuru Akaba está enamorada de Ken, Lo cual es confirmado en el OVA lanzado.
Minatsu Shiina (椎名 深夏 Shiina Minatsu?)
Seiyū: Misuzu Togashi
Minatsu es la valiente vicepresidenta del consejo estudiantil. Una chica poco femenina con impresionantes habilidades atléticas, y también sorprendentemente buena en matemáticas, cosa que Ken considera impropio de ella (ya que, según él, es una tsundere). Es popular entre las chicas de la Academia y tiene reputación de tener tendencias yuri. Está en la misma clase de Ken. Es la hermana mayor de Mafuyu, de la cual es muy protectora y desprecia a cualquiera que intente hacerle daño. Es aficionada a los manga de género Shōnen, y la mayoría de sus sugerencias tienden a basarse en las historias que lee. En la segunda temporada ha demostrado estar enamorada de Ken.
Mafuyu Shiina (椎名 真冬 Shiina Mafuyu?)
Seiyū: Yuki Horinaka (temporada 1), Iori Nomizu (temporada 2)
Mafuyu es la tesorera del consejo estudiantil y hermana de Minatsu. Ella es una otaku y bishōjo tímida y temerosa de los hombres. Es fanática del yaoi y fantasea con la vinculación sentimental de Ken con un chico llamado Nakameguro (que resulta ser una persona real). Cuando se trata de yaoi, Mafuyu puede ser tan pervertida o más que Ken. Ella es adicta a los juegos de video, y pasa gran parte de su tiempo libre jugando con una consola de juegos portátil que se asemeja a una PlayStation Portable (PSP) rosa. Normalmente se refiere a sí misma en tercera persona. A pesar de su personalidad tímida, confiesa su amor a Ken, aunque ella dice que sólo quería compartir sus sentimientos con él en lugar de iniciar una relación, porque le encanta el ambiente del Consejo de Estudiantes y no quiere cambiar cómo son las cosas en ese momento.

### Otros estudiantes
Lilicia Toudou (藤堂 リリシア Tōdō Ririshia?)
Seiyū: Mamiko Noto
Lincita es la del club de periodismo, y ocupó el quinto lugar en la encuesta de popularidad de la escuela, y por solo un puesto no pudo entrar al consejo de estudiantes. Lilicia y Kurimu están constantemente enfrentadas. Lilicia también parece tener mucho miedo de Chizuru. Afirma que desprecia el actual consejo estudiantil, porque siempre descansan y hacen prácticamente nada. Constantemente Ken es objetivo de sus ataques hacia el consejo estudiantil por considerarlo infiel y poco confiable, aunque su hermana Elise considera que es porque él le gusta. A pesar de sus repetidos intentos de difamar al Consejo de Estudiantes, hay cierto respeto entre ambos grupos.
Meguru Uchuu (宇宙 巡 Uchu Meguru?)
Seiyū: Ryōko Shintani
Mamoru Uchuu (宇宙 守 Uchu Mamoru?)
Seiyū: Yudai Satō
Yoshiki Nakameguro (中目黒 善树 Nakameguro Yoshik?)
Seiyū: Kazutomi Yamamoto}}
Meiku Kazami (風見 めいく Kazami Meiku?)

### Otros personajes
Elise Toudou (藤堂 エリス Tōdō Erisu?)
Seiyū: Ai Shimizu
La hermana menor de Lilicia. Pasó tiempo con Ken en la escuela como parte del plan de su hermana para desenterrar información sobre el consejo estudiantil. Después de eso, ella dice que Ken ya sabía por qué estaba allí y jugaba con ella de todos modos. Debido a eso, ella se ha enamorado de Ken, y se dirige a él como "nii-sama". También es muy (demasiado) madura para su edad (sobre todo cuando se trata de asuntos "adultos").
Echo of Death (残响死灭 Eko obu Desu?)
Seiyū: Takahiro Sakurai
Ringo Sugisaki (杉崎 林檎 Sugisaki Ringo?)
Seiyū: Madoka Yonezawa
Es la hermanastra de Ken. Muy inocente, ama a su hermano hasta el punto de querer casarse con él. Es la contraparte de Mafuyu, y al igual que ella, se refiere a sí misma en tercera persona.
Asuka Matsubara (松原 飞鸟 Matsubara Asuka?)
Seiyū: Asuka Matsubara
Amiga de la infancia y exnovia de Ken, cercana a Ringo.

## Media

### Manga
Una adaptación a manga comenzó su serialización en la revista de manga Dragon Age Pure el 20 de agosto de 2008. Otra adaptación de Sorahiko Mizushima comenzó su serialización en la revista de Kadokawa Shoten, Comptiq, el 9 de mayo de 2009.

### Anime
Una adaptación a serie anime producida por Studio DEEN y dirigida por Takuya Sato comenzó a emitirse en Japón desde el 2 de octubre al 18 de noviembre de 2009, constando de doce episodios. Una segunda temporada titulada Seitokai no Ichizon Lv. 2, esta vez producida por AIC y dirigida por Kenichi Imaizumi, comenzó a emitirse el 13 de octubre de 2012. El director realizó múltiples cambios en la obra, principalmente en los seiyū, donde no hubo arreglo con dos de las protagonistas principales. Además hubo cambio de dibujantes y musicalizador. La serie consta de diez capítulos, donde se destaca, principalmente, la tragicomedia que Ken sufre por el futuro abandono de las integrantes al centro de estudiantes. 

## Banda sonora

### Tema de apertura
- Treasure por Hekiyou Gakuen Seitokai(碧陽学園生徒会).
- "Precious" (Seitokai No Ichizon Lv.2)

### Tema de cierre
- "Fetiche" - Hekiyou Gakuen Seitokai (Ep 1)
- "Ue Ue Shita Shita Hidari Migi Hidari Migi BA" - Hekiyou Gakuen Seitokai (EP 2)
- "Fetiche mousou ~ Shiina ver Shimai." (ep 3)
- "Fetiche mousou prohibición 2" - Hekiyou Gakuen Seitokai ( ep 4)
- "Ue Ue Shita Shita Hidari Migi Hidari Migi BA ~ Ganbare ver Kurimu. " - Hekiyou Gakuen Seitokai (ep 5)
- "Ue Ue Shita Shita Hidari Migi Hidari Migi BA prohibición 2) - Hekiyou Gakuen Seitokai (EP 6)
- "Mousou Fetish ~ ver Chizuru. " - (ep 7)
- "Ue Ue Shita Shita Hidari Migi Hidari Migi BA" - Hekiyou Gakuen Seitokai(ep 8)